# Wilco Kelderman
Wilco Kelderman (Amersfoort, 25 marzo 1991) è un ciclista su strada olandese che corre per il Team Visma-Lease a Bike, anche soprannominato con il nickname del serpente di Amersfoort. Professionista dal 2012, ha caratteristiche da passista-scalatore e cronoman; in carriera ha vinto il Giro di Danimarca 2013 e si è classificato terzo al Giro d'Italia 2020.

## Carriera
Professionista dal 2012, ha vinto la classifica riservata ai giovani al Tour de Romandie 2013 e ha indossato la maglia bianca anche al Giro d'Italia dello stesso anno.
Nel 2017 passa al Team Sunweb. Dopo essere arrivato settimo al Tour de Romandie partecipa al Giro d'Italia con la funzione di aiutante del compagno Tom Dumoulin, impegnato nella lotta per la vittoria finale. È però costretto al ritiro per infortunio nel finale della nona frazione, con arrivo in salita al Blockhaus, quando impatta con una moto della polizia ferma a bordo strada. Dopo essersi piazzato quarto al Tour de Pologne prende il via della Vuelta a España con i gradi di capitano della sua squadra; conclude la corsa spagnola al quarto posto, a pochi secondo dal podio, che perde al termine della penultima frazione quando non riesce a reggere il ritmo di Ilnur Zakarin sull'Angliru. Insieme ai compagni della Sunweb vince la cronometro a squadre ai Campionati del Mondo di Bergen.
A inizio 2018 si piazza secondo all'Abu Dhabi Tour, gara di World Tour. Dopo essere arrivato quinto al Tour de Suisse si infortuna nel corso del campionato nazionale ed è costretto a saltare il Tour de France che avrebbe dovuto correre in appoggio del capitano e connazionale Tom Dumoulin. Disputa quindi la Vuelta a España piazzandosi decimo in classifica generale. Nel settembre 2020 lascia dopo tre anni il Team Sunweb, per firmare un contratto biennale con la Bora-Hansgrohe. Nell'ottobre dello stesso anno arriva il primo podio in carriera in un grande giro, piazzandosi 3º nella classifica finale generale del Giro d'Italia 2020, dopo aver indossato anche la maglia rosa per due giorni.

## Palmarès
- 2008 (Juniores)

3ª tappa Acht van Bladel (Bladel > Bladel)
1ª tappa Tour de la Région de Łódź (Łask > Łask)
4ª tappa Tour de la Région de Łódź (Sędziejowice, cronometro)
Classifica generale Liège-La Gleize
Curitas Classic Diegem
- 2009 (Juniores)

3ª tappa Drei Etappen Rundfahrt Frankfurt (Francoforte sul Meno > Wiesbaden)
Classifica generale Drei Etappen Rundfahrt Frankfurt
3ª tappa Tre Giorni Orobica (Seriate > Seriate)
- 2010 (Rabobank Continental, due vittorie)

5ª tappa Tour Alsace (Ribeauville > Ballon d'Alsace)
Classifica generale Tour Alsace
- 2011 (Rabobank Continental, sei vittorie)

Classifica generale Tour of Norway
Campionati olandesi, Prova a cronometro Under-23
5ª tappa Internationale Thüringen Rundfahrt (Neuhaus am Rennweg, cronoscalata)
6ª tappa Internationale Thüringen Rundfahrt (Kahla > Kahla)
Classifica generale Internationale Thüringen Rundfahrt
Prologo Tour de l'Ain (Bourg-en-Bresse, cronometro)
- 2013 (Belkin Pro Cycling Team, due vittorie)

5ª tappa Post Danmark Rundt (Holbæk, cronometro)
Classifica generale Post Danmark Rundt
- 2015 (Lotto NL-Jumbo, una vittoria)

Campionati olandesi, Prova a cronometro

### Altri successi
- 2008 (Juniores)

Classifica giovani Trofeo Karlsberg
Classifica a punti Tour de la Région de Łódź
Classifica giovani Liège-La Gleize
- 2011 (Rabobank Continental)

Classifica giovani Tour of Norway
- 2012 (Rabobank)

Classifica giovani Critérium du Dauphiné
Classifica giovani Tour of California
Classifica giovani Post Danmark Rundt
- 2013 (Team Blanco)

Classifica giovani Tour de Romandie
Classifica a punti Post Danmark Rundt
Classifica giovani Post Danmark Rundt
- 2014 (Belkin Pro Cycling Team)

Classifica giovani Critérium du Dauphiné
- 2015 (Lotto NL-Jumbo)

Classifica giovani Volta a Catalunya
- 2016 (Lotto NL-Jumbo)

Classifica giovani Tour du Poitou-Charentes
- 2017 (Team Sunweb)

Campionati del mondo, Cronosquadre

## Piazzamenti

### Grandi Giri
- Giro d'Italia

2013: 17º
2014: 7º
2017: ritirato (9ª tappa)
2020: 3º
2022: 17º
2025: 37º
- Tour de France

2015: 79º
2016: 32º
2019: non partito (16ª tappa)
2021: 5º
2023: 18º
2024: 21º
- Vuelta a España

2014: 14º
2017: 4º
2018: 10º
2019: 7º
2022: 17º
2023: 25º

### Classiche monumento
- Liegi-Bastogne-Liegi

2015: 37º
2021: 27º
2022: ritirato
- Giro di Lombardia

2012: ritirato
2014: 17º
2015: 58º
2016: ritirato
2017: 18º
2018: 48º
2019: 38º
2020: 19º
2022: 60º
2023: 65º

### Competizioni mondiali
- Campionati del mondo su strada

Mosca 2009 - Cronometro Juniores: 20º
Limburgo 2012 - Cronosquadre: 5º
Limburgo 2012 - Cronometro Elite: 25º
Toscana 2013 - Cronosquadre: 12º
Toscana 2013 - In linea Elite: 60º
Ponferrada 2014 - Cronosquadre: 14º
Ponferrada 2014 - In linea: ritirato
Richmond 2015 - Cronosquadre: 6º
Richmond 2015 - Cronometro Elite: 23º
Doha 2016 - Cronosquadre: 5º
Bergen 2017 - Cronosquadre: vincitore
Bergen 2017 - Cronometro Elite: 7º
Innsbruck 2018 - Cronosquadre: 2º
Innsbruck 2018 - Cronometro Elite: 16º
Innsbruck 2018 - In linea Elite: 38º
- Giochi olimpici

Tokyo 2020 - In linea: 51º

### Competizioni europee
- Campionati europei

Olanda 2009 - Cronometro Juniores: 13°